# Fuegos
Pour plus de détails, voir Fiche technique et Distribution.
Fuegos est un film français réalisé par Alfredo Arias et sorti en 1987.

## Synopsis
Quelque part en Amérique latine, El Gringo, un macho qui règne en maître sur sa nombreuse famille, a asservi sa femme Clara et la trompe effrontément. Mario et Mecha, ses deux plus grands enfants qu’il exaspère, en viennent à songer à l’éliminer… 

## Fiche technique
- Titre : Fuegos
- Réalisateur : Alfredo Arias
- Conseiller technique : Jean-Pierre Vergne
- Scénario : Alfredo Arias et Gérard Brach d'après une histoire de Kado Kostzer (es)
- Musique originale : Jean-Marie Sénia
- Directeur de la photographie : Raoul Coutard
- Décors : Roberto Plate
- Montage : Agnès Guillemot
- Coiffeuse : Tricia Cameron
- Production : Marie-Laure Reyre
- Sociétés de production : Films A2, Oliane Productions
- Directeur de production : Daniel Chevalier
- Distributeur d'origine : UGC
- Pays d’origine :  France
- Langue : français
- Tournage : du 4 août 1986 au 20 septembre 1986
- Format : couleur — son monophonique — 35 mm
- Genre : drame, mélodrame
- Durée : 95 min
- Date de sortie : 11 mars 1987 en France

## Distribution
- Vittorio Mezzogiorno : El Gringo, le père
- Ángela Molina : Adela
- Catherine Rouvel : Clara, la mère
- Marilú Marini : La Polaca
- Valentina Vargas : Margarita
- Astrid Boussardo : Rosa
- Christine Camaillat : Mecha, la fille aînée
- Pierre Lacan : Mario, le fils aîné
- Didier Guedj : Nacho
- Pascal Librizzi : Lucho
- Gabriel Monnet : Don Braulio
- Robert Sirvent : Raul